# Петрик Алла Павлівна
Алла Павлівна Петрик (нар. 16 червня 1944, село Хоружівка, тепер Оржицького району Полтавської області) — українська радянська діячка, заточувальниця Лубенського верстатобудівного заводу «Комунар» Полтавської області. Депутат Верховної Ради УРСР 8-9-го скликань.

## Біографія
Освіта середня спеціальна.
З 1962 р. — заточувальниця Лубенського верстатобудівного заводу «Комунар» Полтавської області.
Потім — на пенсії у місті Лубнах Полтавської області.

## Нагороди
- ордени
- медалі